# SMS Westfalen
Az SMS Westfalen a Német Császári Haditengerészet egyik Nassau-osztályú csatahajója volt. A hajó 1907 és 1909 között épült meg Brémában az AG Weser hajógyárban. A fő fegyverzetét 12 darab 28 cm űrméretű löveg adta, melyek hat, hexagonálisan elhelyezett lövegtoronyban kaptak helyet kettesével.
A három testvérhajójával egy hajórajban szolgált és az első világháborúban. Számos hadműveletben vett részt az északi-tengeri hadszíntéren az 1916 május 31–június 1-ei skagerraki csatáig, ahol az est beálltától jórészt a német csatasor élén haladva a brit könnyű erőkkel folytatott éjszakai harcokban jelentős szerepe volt és három brit romboló elsüllyesztésében vett részt. A Nyílttengeri Flotta ezt követő augusztusi északi-tengeri előretörése során a Westfalent megrongálta egy brit tengeralattjáró torpedója.
A csatahajó több balti-tengeri hadműveletben is részt vett az első világháború során. Az első ezek közül a Rigai-öbölben vívott csata volt, ahol a Westfalen az öbölbe betörő hadihajókat támogatta. 1918-ban ismét a Balti-tengerre irányították át, hogy támogassa a fehéreket a finn polgárháborúban. A fegyverszünet értelmében a Westfalen nem volt az internálásra kijelölt német hadihajók között, így Németországban maradt a háború befejezése után. 1919-ben, a Nyílttengeri Flotta Scapa Flow-i önelsüllyesztése után azonban a Westfalent is elkobozták és Angliában került egy hajóbontó társasághoz, ahol 1924-ig lebontották.

## Technikai jellemzők
A Nassau-osztályú csatahajók megtervezéséhez 1903 végén láttak hozzá az angol–német flottaépítési verseny jegyében. Ekkoriban a külföldi haditengerészetek egyre inkább olyan csatahajókat építettek, melyek a korábbiaknál erősebb másodlagos tüzérséggel rendelkeztek. Ilyenek voltak például az olasz vagy az amerikai hajók 20,3 cm-es vagy a brit hajók 23,4 cm-es űrméretű másodlagos tüzérségei, melyek erősebbeknek számítottak a németek 17 cm-es hasonló rendeltetésű ágyúinál. A német tervezők először 21 cm-es ágyúkban gondolkodtak, de miután az a téves információ jutott el hozzájuk, hogy a britek a Lord Nelson-osztálynál a másodlagos tüzérségnek 25,4 cm-es lövegeket szánnak, végül úgy döntöttek, hogy erősebb, 28 cm-es ágyúkkal tervezik meg a csatahajóik másodlagos tüzérségét, melyekből nyolc darabbal szándékoztak ellátni őket. A következő két év során a tervek folyamatosan módosultak, és mire a britek vízre bocsátották a „csupa nagy ágyús” Dreadnoughtot, addigra a németek 12 darab 28 cm-es ágyú fő tüzérségként való alkalmazása mellett döntöttek.
A Westfalen teljes hosszúsága 146,1 m, szélessége 26,9 m, merülése 8,9 m, teljes terheléssel a vízkiszorítása 20 535 t volt. Hajócsavarjait három darab, háromszoros expanziójú gőzgép forgatta meg, mely megoldás ekkor már elavultnak számított a gőzturbinák mellett. A gőzgépeket tizenkét széntüzelésű vízcsöves gőzkazán látta el a gőzzel, amit 1915-től olajtüzeléssel egészítettek ki. Ezt a meghajtást Alfred von Tirpitz tengernagynak, a haditengerészet konstrukciós részlegének vezetőjének kérésére választották. 1905-ben ez a részleg még úgy ítélte meg, hogy „a turbinák használata a nehéz hadihajók esetében nem ajánlatos.” Ennek a döntésnek valójában egyedül a költségek álltak a hátterében, mivel a gőzturbinák gyártásában a brit Parsons cégnek ekkor még monopol helyzete volt és minden egyes gőzturbina után 1 millió aranymárka szabadalmi díjat kellett volna fizetni, a német cégek pedig 1910-ig nem álltak készen turbinák nagy mennyiségű gyártására.

A Nassau-osztályú csatahajók fő tüzérségének elrendezése

A Westfalen fő tüzérsége 12 darab 28 cm űrméretű, 45 kaliberhosszúságú gyorstüzelő ágyúból (28 cm SK L/45) állt, melyeket kettesével helyeztek el hat lövegtoronyban. A lövegtornyok elhelyezése hatszög alakban szokatlan megoldásnak számított. Egy-egy lövegtorony a felépítmények előtt illetve mögött kapott helyet, míg kettő-kettő a felépítmények két oldalán. Ez az elrendezés rövidebb hajótestet tett lehetővé. Ebben az időben egyetlen más dreadnought-mintájú hadihajónál sem használták ezt az elrendezést, a Dreadnought maga is csak két szárnytoronnyal rendelkezett, míg a másik három a középvonalon volt elhelyezve, az amerikai South Carolina esetében már az összes (mind a négy) a középvonalon volt, melyek közül a belső kettő emelt pozícióba került, hogy el tudjon lőni az alattalévő felett. Az első orosz és olasz dreadnoughtok (a Gangut- illetve a Danthe Alighieri-osztály egységei) esetében a négy lövegtorony szintén a középvonalra került.
A másodlagos tüzérségét 12 darab 15 cm űrméretű (15 cm SK L/45) és 16 darab 8,8 cm űrméretű gyorstüzelő ágyú (8,8 cm SK L/45) alkotta. Ezeket mind kazamatákban helyezték el. A fegyverzetéhez tartozott még hat darab 45 cm űrméretű torpedóvető cső is. Ezek a vízvonal alatt lettek beépítve a hajótestbe, egy-egy a hajóorrba és a tatba, kettő-kettő pedig oldalt a torpedóvédelmi válaszfalak mellett.
A hajó övpáncélzata a citadella mentén 300 mm vastagságú volt, a páncélfedélzeté 80 mm-es. A lövegtornyok oldalfalai 280 mm-esek voltak, a parancsnoki toronyé 400 mm-esek.

## Szolgálata

### A világháború előtt

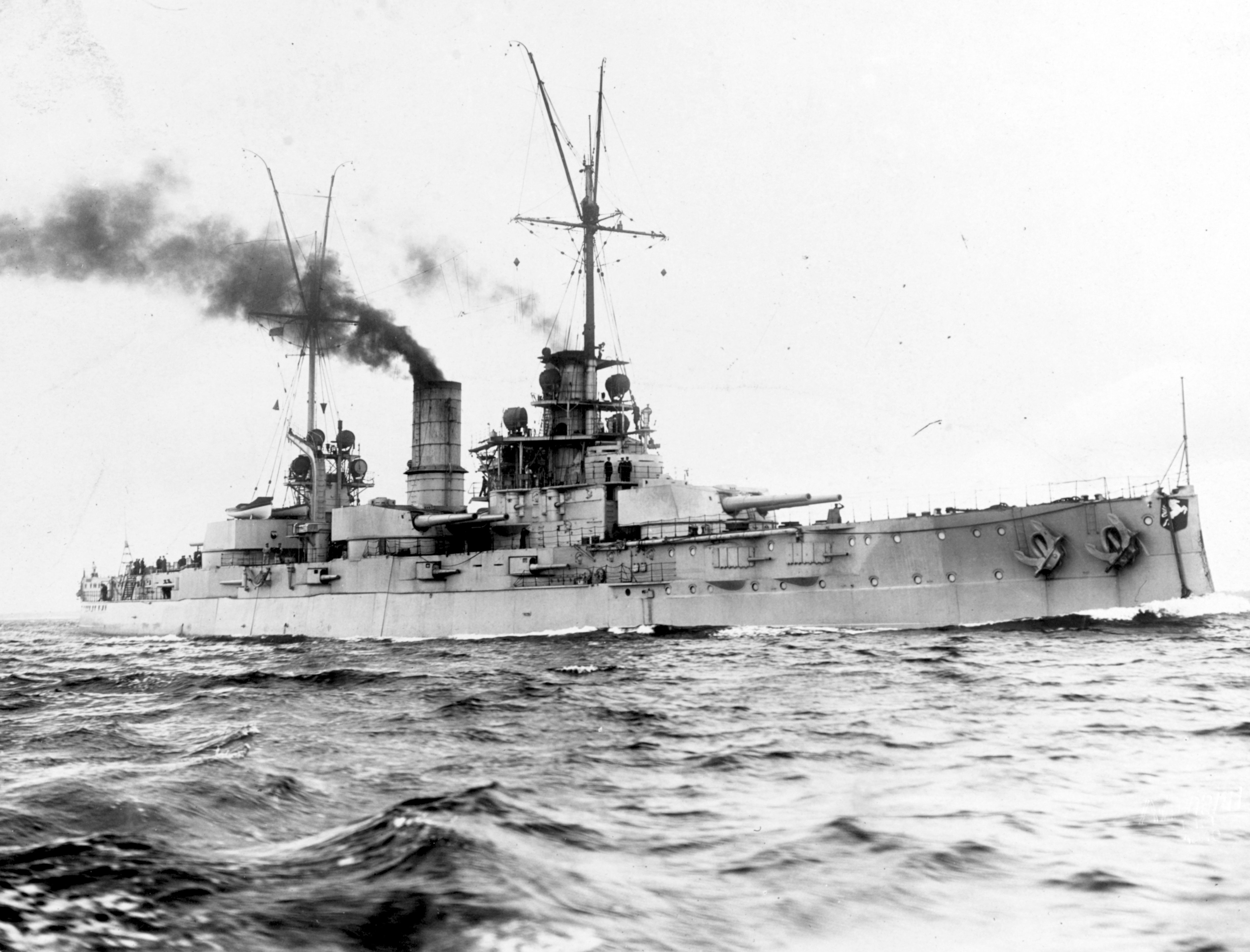
A Westfalen röviddel elkészülte után
(talán 1910-ben)

A Német Császári Haditengerészet a csatahajót Ersatz Sachsen névvel rendelte meg a kiöregedett Sachsen páncélos pótlására. A Reichstag titokban járult hozzá a Nassau-osztály megépítéséhez szükséges pénzösszeg biztosításához 1906 márciusában, de a Westfalen építése késett a fegyverzet és páncéllemezek beszerzésének nehézségei miatt. A gerincét 1907. augusztus 12-én fektették le a brémai AG Weser hajógyárban. A Nassau építéséhez hasonlóan a Westfalené is a külvilágtól elzártan és gyorsan haladt, az építés ideje alatt külön katonai különítmény őrizte mind a hajógyárat, mind a hajóalkatrészeket gyártó fő kivitelezőket, mint amilyen a Krupp is volt. Az elkészült hajótestet 1908. július 1-én bocsátották vízre, a keresztelő beszédet Eberhard von der Recke, Vesztfália tartomány elnöke tartotta.
Az alapszintű felszerelése után 1909 szeptember közepén hajómunkások egy csoportja hajózott át vele Kielbe, ahol a végső felszerelésére sor került. Az év ezen részében a Weser vízszintje alacsony állású volt, ezért a folyótorkolatból való kihajózáshoz hat ponton segítségével csökkentették le a merülését. Ezzel együtt is csak második próbálkozásra tudta elhagyni a folyót.
1909. október 16-án még a szolgálatba állítása előtt részt vett a wilhelmshaveni kikötő harmadik zsilipjének (III. Einfahrt) az átadó ünnepségén. Pontosan egy hónappal később állították szolgálatba és kezdődtek meg a próbajáratai, amit csak az 1910 februári flottahadgyakorlat szakított meg. A próbajáratok május 3-án értek véget, ami után a Westfalen a Nyílttengeri Flotta I. csatahajórajához került, ahol a szeptemberben szolgálatból kivont Kaiser Barbarossa pre-dreadnought csatahajót pótolta. Két nappal később Hugo Pohl altengernagy a Hannover pre-dreadnought csatahajóról a Westfalenre szállt át és vonta fel rajta a tengernagyi lobogóját, amivel a hajóraj zászlóshajója lett. Ebben a minőségben 1912. április 29-ig szolgált, mikor az Ostfriesland váltotta. 1914 őszére tervezték, hogy áthelyezik a II. csatahajórajhoz, ahol a Preußen helyett lett volna a zászlóshajó, de ezt elvetették a világháború 1914 júliusi kirobbanása után.

### Első világháború
Röviddel a világháború kitörése előtt a Westfalen a Nyílttengeri Flotta éves norvégiai útján vett részt, amit a júliusi válság során fokozódó egyre nagyobb feszültség miatt megszakítottak és a flotta idő előtt visszatért Németországba. A Westfalen július 29-én ért vissza Wilhelmshavenbe.
A Westfalen részt vett a Nyílttengeri Flotta északi-tengeri hadműveleteinek szinte mindegyikében. Az első jelentősebb hadműveletet Franz Hipper ellentengernagy csatacirkálói hajtották végre a Scarborough, Hartlepool és Whitby elleni rajtaütéssel 1914. december 15-16-án. A német csatahajóflotta 12 dreadnoughttal – közte a Westfalennel – és nyolc pre-dreadnoughttal távolról biztosította eközben Hipper erőit. A hadművelet közben december 15-én este a német csatahajók 10 tengeri mérföld távolságra kerültek egy hat csatahajóból álló brit hajórajhoz. A biztosító rombolók között az éjszaka lezajlott rövid összecsapásokból a német flottaparancsnok, Friedrich von Ingenohl tengernagy arra következtetett, hogy az egész brit Grand Fleet a közelben tartózkodik. Vilmos császárnak azon utasítását szem előtt tartva, miszerint nem szabad kockáztatnia a flottát kétes kimenetelű harcba bocsátkozva, a csathajóflottával visszafordult Wilhelmshaven felé. 1915 márciusának végén a Westfalen szárazdokkba került az esedékes karbantartási munkálatok elvégzéséhez.

#### Csata a Rigai-öbölben
1915 augusztusában a német flotta megpróbálta a Rigai-öböl területét megtisztítani az orosz haditengerészeti erőktől támogatandó a szárazföldi erők harcát, mely Riga ellen tervezett támadást indítani. Ehhez meg kellett semmisíteni vagy ki kellett szorítani az öbölből az orosz hadihajókat, melyek között volt a Szlava pre-dreadnought csatahajó is számos romboló és ágyúnaszád mellett. A német flottát számos aknász egység kísérte, melyeknek előbb aknamentesítést kellett végezniük az orosz aknamezőkön, majd ezután egy sor aknazárt kellett létesíteniük az öböl északi bejáratánál, hogy megakadályozzák az orosz erősítések beérkezését. A hadművelethez Hipper altengernagy parancsnoksága alatt összevont német haderőhöz tartozott a Westfalen és a három testvérhajója, továbbá a Helgoland-osztály négy egysége, a von der Tann, a Moltke, a Seydlitz csatacirkálók és több pre-dreadnought csatahajó. A nyolc csatahajónak tűztámogatást kellett nyújtania az orosz flottillával harcba bocsátkozó hajóknak. Az augusztus 8-án indított támadást meg kellett szakítani, mivel az orosz aknamezők megtisztítása túlságosan is elhúzódott.
Augusztus 16-án a németek újra megpróbáltak behatolni az öbölbe. A Nassau és a Posen csatahajóknak, négy könnyűcirkálónak és 31 torpedónaszádnak sikerült áttörnie az orosz védelmen. A hadművelet első napján a németek elveszítették a T 46 jelzésű aknakeresőt és a V 99 jelzésű rombolót. Másnap a Nassau és a Posen tűzharcot vívott a Szlavával három találatot elérve rajta, ami után az orosz csatahajó kivált a harcból. Augusztus 19-re sikerült az orosz aknamezőn megtisztítani egy sávot, amin a német hadihajók behatolhattak a z öbölbe, azonban brit tengeralattjárók térségben való felbukkanásának hírére a németek másnap lefújták a hadműveletet. Hipper tengernagy később a hadművelettel kapcsolatosan megjegyezte, hogy „értékes hadihajók hosszabb ideig való tartózkodása egy lehatárolt kisebb területen, melyen az ellenséges tengeralattjárók fokozott aktivitást mutatnak, az ezzel járó sérülések és veszteségek kockázatával, figyelmen kívül volt hagyva a hazardírozásban azon előny kedvéért, amit az öböl okkupációja jelentett még „mielőtt” Rigát megszerezték volna a szárazföldi csapatok.” A Moltke csatacirkálót azon a reggelen torpedótalálat érte.

#### Visszatérés az Északi-tengerre
Augusztus végére a Westfalen a Nyílttengeri Flotta többi a Balti-tengeren bevetett részével visszatért az északi-tengeri támaszpontjára. A következő itteni bevetés egy előretörés volt szeptember 11-12-én, aminek során nem találkoztak ellenséges erőkkel. Egy újabb hadművelet október 23-24-én hasonlóan eredménytelenül zárult, mint ahogy az 1916. április 21-22. közötti is. Két nappal később egy angol partok elleni tüzérségi támadás, a Yarmouth és Lowestoft elleni rajtaütés következett, melynél a Westfalen a biztosító csatahajóflottával tartott (április 24-25.). A hadművelet során a Seydlitz csatacirkálót megrongálta egy brit akna, ami miatt idő előtt visszafordulni kényszerült. A gyenge látási viszonyok miatt a hadműveletet hamarosan lefújták, így az elfogásukra kifutó brit flottával már nem találkoztak össze.

#### Skagerraki csata
Reinhard Scheer tengernagy, aki Hugo von Pohl tengernagyot követte flottaparancsnokként, azonnal egy újabb brit partok elleni támadás tervezésének látott. Ennek a végrehajtását késleltette a Seydlitz sérülése és a III. csatahajóraj több egységénél is fellépő kondenzátormeghibásodás, ami miatt május végéig nem kerülhetett sor az eredetileg Sunderland ellen tervezett hadműveletre. A német csatahajóflotta május 31-én hajnali 03:30-kor (KEI) futott ki a Jade folyó öbléből, de az angol partok helyett északnak indult el, hogy a délnorvég partok közelében a Nagy-Britannia és Skandinávia közötti hajóforgalom ellen lépjen fel, mivel a kedvezőtlen szélviszonyok miatt a felderítést végző léghajók nem indulhattak útnak időben, és ezért egy Sunderland elleni hadművelet túl kockázatos lett volna. A Westfalen a W. Engelhardt ellentengernagy vezette I. csatahajóraj II. divízióját alkotta a három testvérhajójával, maga a Westfalen a divíziója végén haladva. Ezek voltak a német csatasor utolsó dreadnought-mintájú csatahajói, mögöttük csak a III. csatahajóraj régi (pre-dreadnought) csatahajói haladtak.
17:48 és 17:52 között 11 német csatahajó, köztük a Westfalen, tüzet nyitott a britek 2. cirkálórajára, bár a nagy távolság és a kedvezőtlen látási viszonyok megakadályozták a német tűz hatékonyságát. 18:05-kor a Westfalen ismét tüzet nyitott egy brit könnyűcirkálóra, nagy valószínűséggel a Southamptonra. A 18 000 m távolságra leadott lövései nem találták el a célpontot. Scheer ekkorra már teljes sebességgel való haladásra adott utasítást a csatahajóflottának a brit hajók üldözéséhez. A Westfalennél ez 20 csomós sebességet jelentett. 19:30-kor Scheer másodszorra rendelte el a nyugati irányú fordulót, hogy kitérjen a keleti irányban újból feltűnő Grand Fleet tüze elől. Ennek következtében a német csatasor megfordult, és az eddig a sor végén haladó II. csatahajóraj képezte volna a sor élét. Redlich sorhajókapitány azonban észlelve, hogy a II. csatahajóraj a pozícióján kívülre került, azonnal belekezdett a Scheer által elrendelt kitérő fordulóba, a sor élére helyezve ezzel a hajóit.
21:20 körül a Westfalen testvérhajóival együtt tűzharcot vívott a brit 3. csatacirkálórajjal, melynek során számos lövedék a közelében csapódott a vízbe és repeszdarabok találták el. Röviddel ezután két torpedónyomvonal közeledését jelentették a fedélzetéről, ami azonban téves észlelésnek bizonyult. A csatahajóknak ezután le kellett lassítaniuk ahhoz, hogy az I. felderítőcsoport csatacirkálói eléjük kerülhessenek. 22:00 körül a Westfalen és a Rheinland elől felbukkanó könnyű egységek észlelését jelentették, melyeket nem tudtak azonosítani a sötétben. Miután fényjelekkel azonosításra szólították fel őket és erre nem érkezett válasz, a két csatahajó jobbra kanyarodott el, hogy amennyiben torpedókat lőttek ki rájuk, úgy elkerüljék azokat. Az I. csatahajóraj többi egysége lekövette ezt a manővert. Eközben a Westfalen hét nehézgránátot lőtt ki két és fél perc alatt a vélt ellenségre. A Westfalen ismét a csatasor élére került, ezúttal azért, mert Scheer olyan hajókat akart az élen tudni, melyek nagyobb védelemmel rendelkeznek a torpedók ellen, mint a pre-dreadnoughtok.
00:30 körül a német csatasor élén haladó egységek brit rombolókba és cirkálókba futottak bele, amiből kis távolságból vívott tűzharc kerekedett. A Westfalen 1800 m távolságból nyitott tüzet a 15 és 8,8 cm-es ágyúival a Tipperary rombolóra. Az első sortüze szétrombolta annak hídját és az orrán lévő löveget. Öt perc alatt a csatahajó 92 darab 15 cm-es 45 darab 8,8 cm-es lövedéket lőtt ki, mielőtt 90 fokkal elkanyarodott volna jobbra, hogy az esetlegesen kilőtt torpedókat kikerülje. A Nassau több cirkálóval együtt bekapcsolódott a Tipperary lövetésébe, ami hamar lángoló ronccsá változott, de a tatnál lévő ágyúival viszonozta még a tüzet és két jobb oldali torpedót is kilőtt. A brit rombolók egyik 102 mm-es lövedéke eltalálta a Westfalen parancsnoki hídját, ami két ember halálát és nyolc sebesülését okozta. Redlich sorhajókapitány könnyebb sérüléseket szenvedett. 00:50-kor a Westfalen észlelt egy újabb brit rombolót, a Broke-ot, és rövid tűzcsapást mért rá a másodlagos tüzérségével. 45 másodperc leforgása alatt 13 darab 15 cm-es és 13 darab 8,8 cm-es lövedéket lőtt ki rá, mielőtt kitért előle. A Broke-ra más német hajók is tüzet nyitottak, köztük a Rostock könnyűcirkáló. Legalább hét találat érte, a fedélzetén 42 fő veszítette életét, hatan eltűntek és 34 fő sebesült meg. A Southampton könnyűcirkáló egyik tisztjének leírása szerint a Broke „tiszta mészárszékké” változott. A súlyos sérülései ellenére a Broke-nak sikerült kiválnia a harcból és hazatérnie. Röviddel 01:00 után a Westfalen keresőfényei elé került a Fortune romboló, melyet másodpercek alatt rommá lőttek és felgyújtottak a Westfalen és a Rheinland lövedékei. A Westfalen az éjszaka folyamán még a Turbulent rombolót is elsüllyesztette.
Az éjszakai harcok hevessége ellenére a Nyílttengeri Flottának sikerült átverekednie magát a Grand Fleet alakzatának végén haladó könnyű erőkön és június 1-én hajnali 04:00 órakor elérte a Horns Rev homokzátonyt a dán partok közelében. A Westfalennel az élen haladó flotta pár óra múlva elérte Wilhelmshavent, ahol két testvérhajójával együtt a külső réven vettek fel védelmi pozíciót. A csata során a Westfalen 51 darab 28 cm-es, 176 darab 15 cm-es és 106 darab 8,8 cm-es lövedéket lőtt el. A biztosítási feladata után berendelték Wilhelmshavenbe, ahol azonnal hozzákezdtek a javítási munkálatoknak és ezekkel június 17-re végeztek.

#### A Nyílttengeri Flotta augusztus 18-19-ei előretörése
A Nyílttengeri Flotta következő északi-tengeri bevetésére augusztus 18-22-én került sor, aminek során az I. felderítőcsoport csatacirkálóinak – a májusi terveknek megfelelően – Sunderland városánál lévő célpontokat kellett támadniuk, hogy ezzel előcsalogassák a britek csatacirkálóit. Mivel Skagerrak óta csak két csatacirkálót sikerült harcra kész állapotba hozni, három csatahajót osztottak be melléjük: a Markgrafot, a Großer Kurfürstöt és az újonnan átadott Bayernt. A Nyílttengeri Flotta zöme a Westfalennel – mely ismét a csatasor végén foglalt helyet, távolabbról biztosította a rajtaütést. Augusztus 19-én 06:00 körül a Westfalent megtorpedózta a brit E23 jelzésű tengeralattjáró mintegy 55 tmf-re északra Terschelling szigetétől. A csatahajba nagyjából 800 t víz tört be, de a torpedóvédelmi válaszfal kitartott. Három rombolót bíztak meg azzal, hogy a sérült hajót hazakísérjék. A Westfalen a visszautat 14 csomós sebességgel tette meg. A britek tudtak a tervezett német hadműveletről és a Grand Fleet kifutott a támaszpontjairól. 14:35-kor Scheer tengernagyot értesítették a brit főerők közeledéséről, de mivel nem kívánt mindössze 11 héttel Skagerrak után ismét megütközni vele, visszafordult a flottájával. A javítási munkálatok a Westfalenen szeptember 26-ig eltartottak.
A kijavítása után rövid időre a Balti-tengerre hajózott át gyakorlatozni, majd október 4-én visszatért az Északi-tengerre. Október 19-20-án a német flotta ismét kifutott és egészen a Dogger-padig tört előre. 1917 nagy részét kikötőben töltötte. Az Albion hadműveletben aktívan nem vett részt, hanem ennek ideje alatt Apenrade közelében tartózkodott, hogy egy esetleges betörést a Balti-tengerre megakadályozzon.

#### Finnországi expedíció

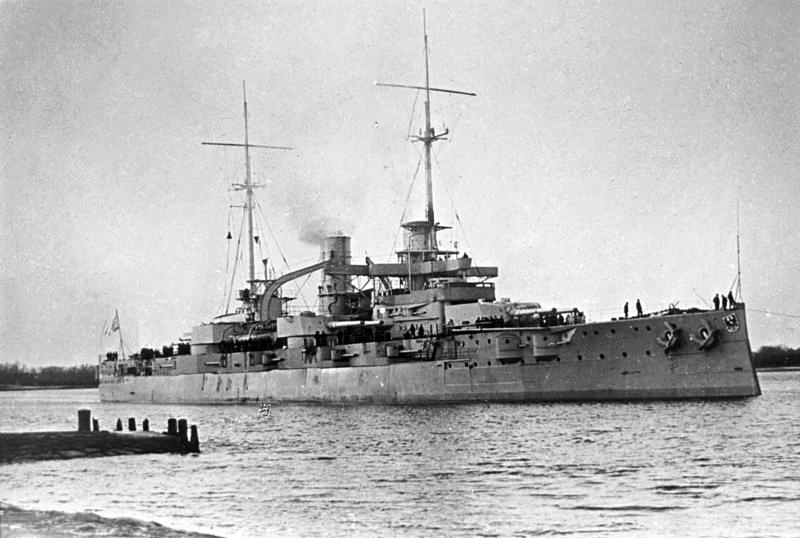
SMS Rheinland

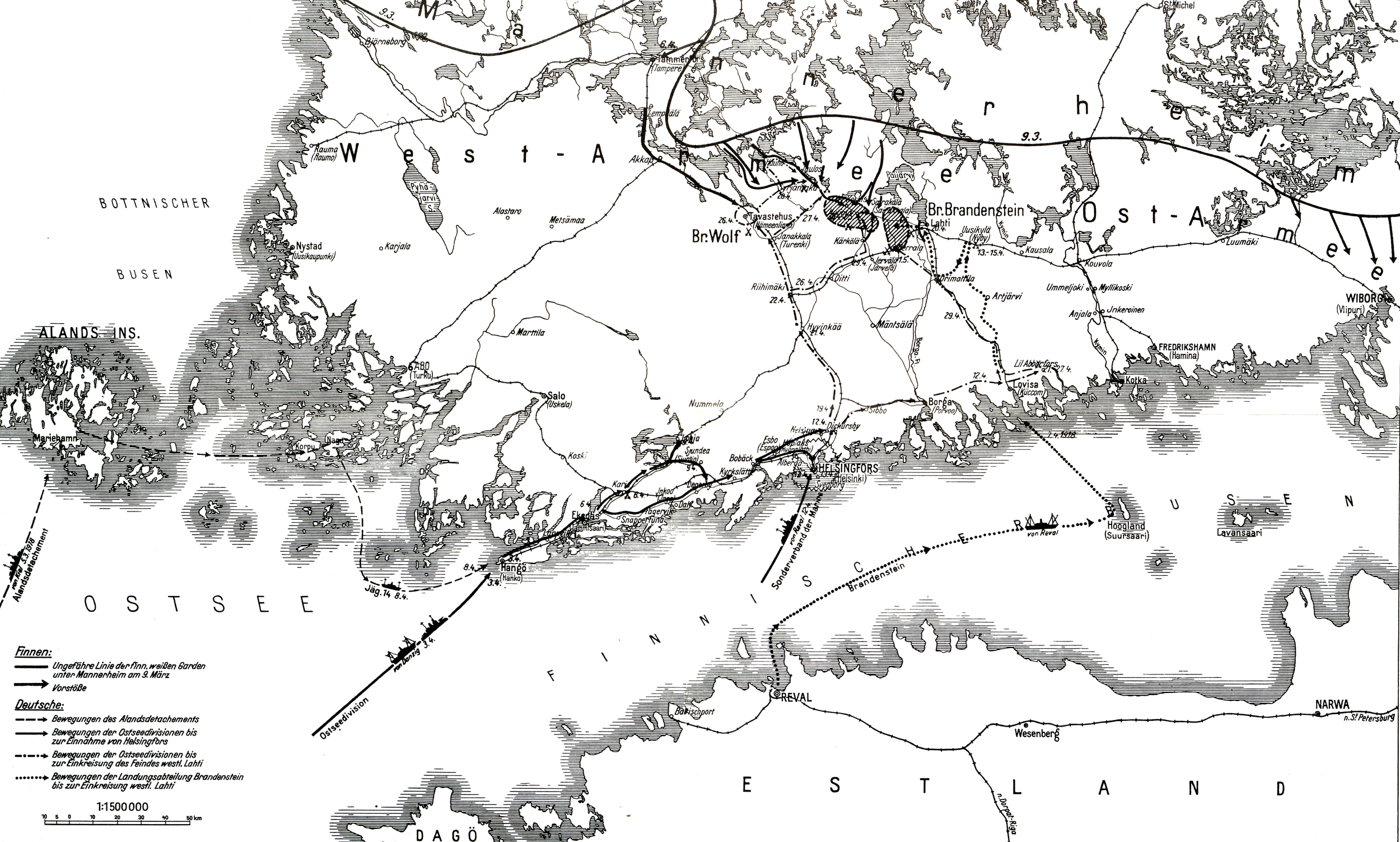
A finnországi német intervenció irányai

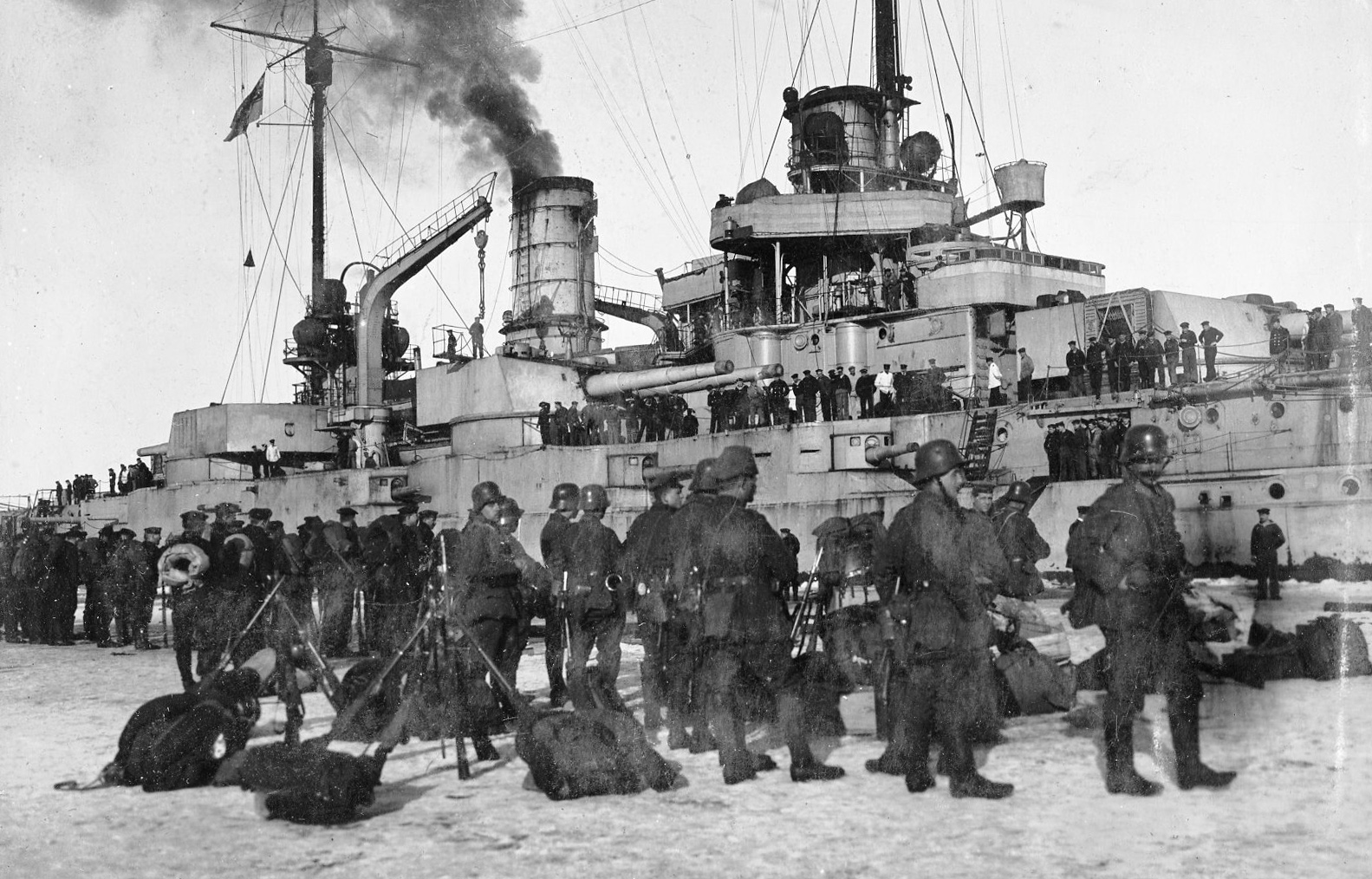
Német csapatok partraszállása Eckerőben
(1918. március 5.)

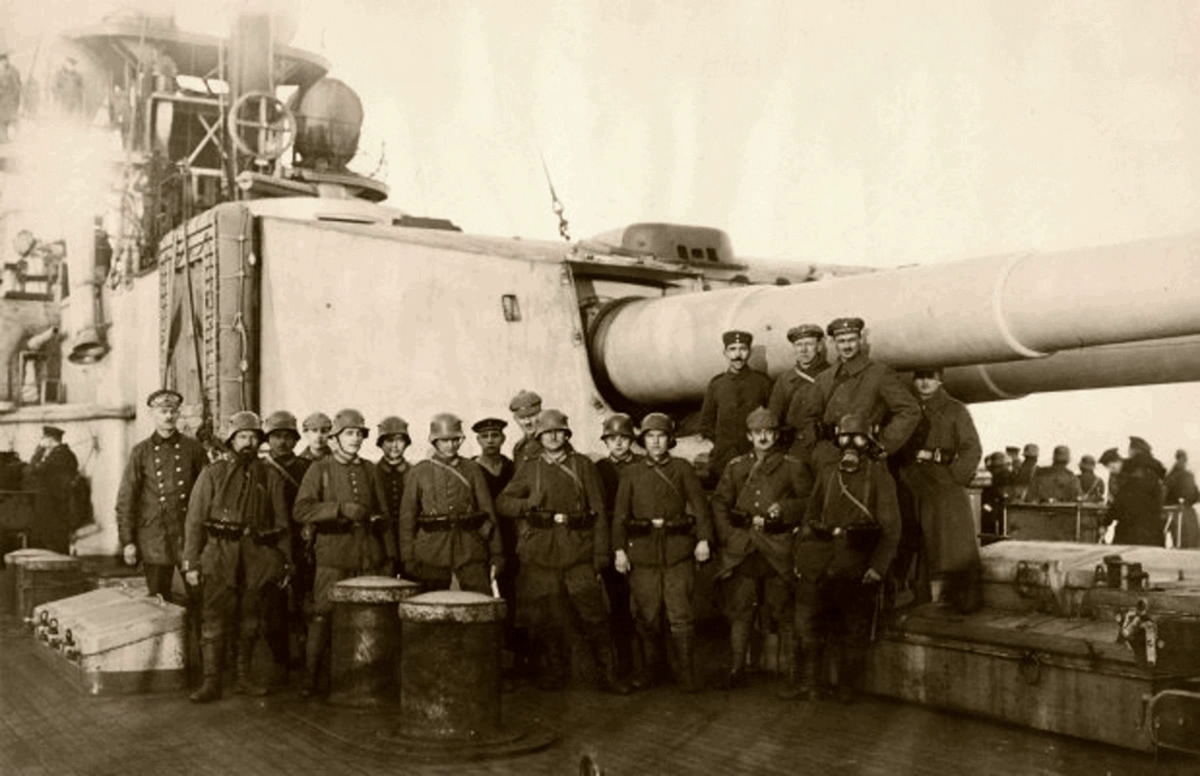
A mecklenburgi 14. jäger-zászlóalj katonái a Westfalen fedélzetén Ålandnál
(1918. március 6.)

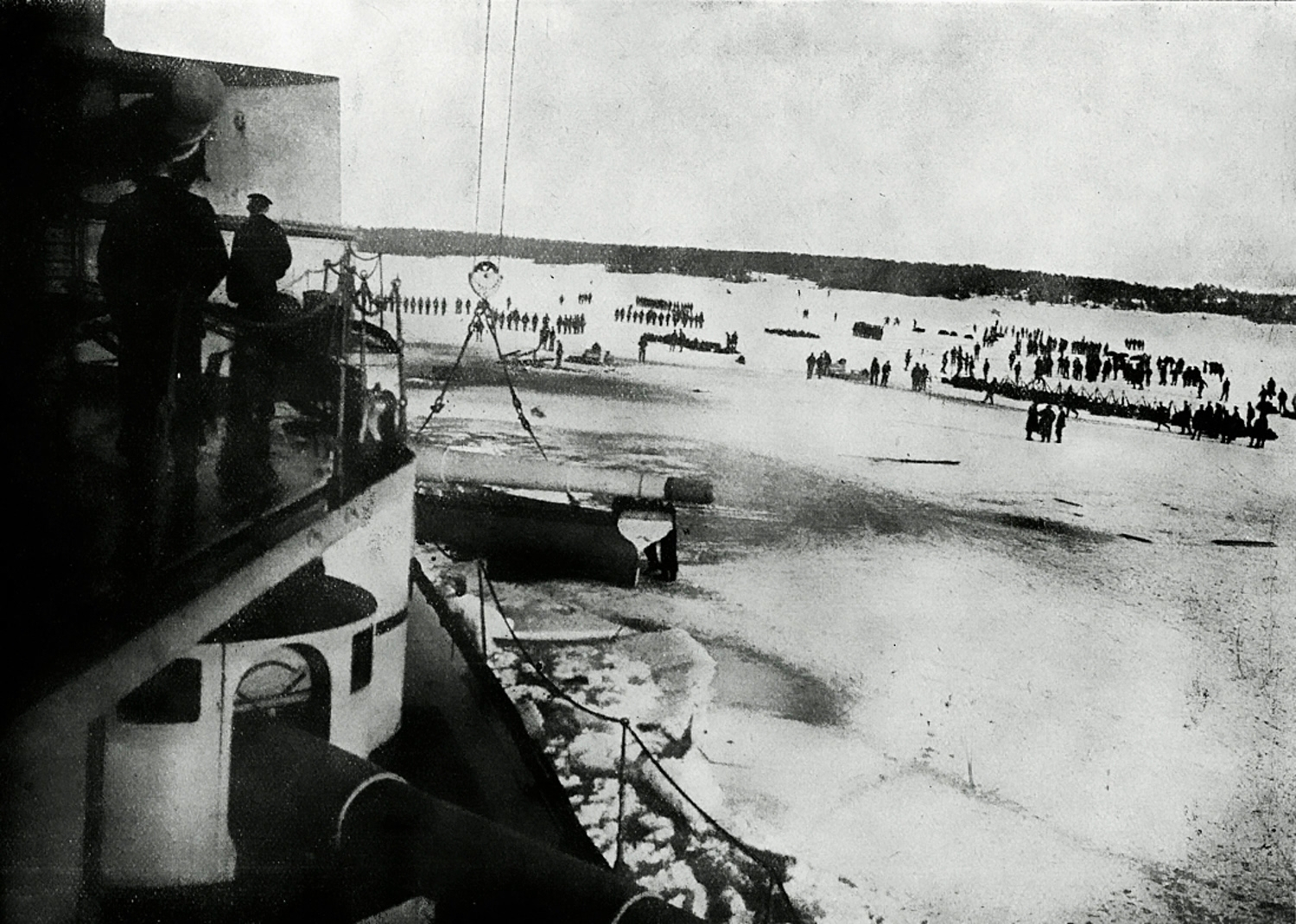
Német katonák Ålandon a jégpáncél újbóli összezáródását várják, hogy tovább szállíthassa őket az egyik csatahajó

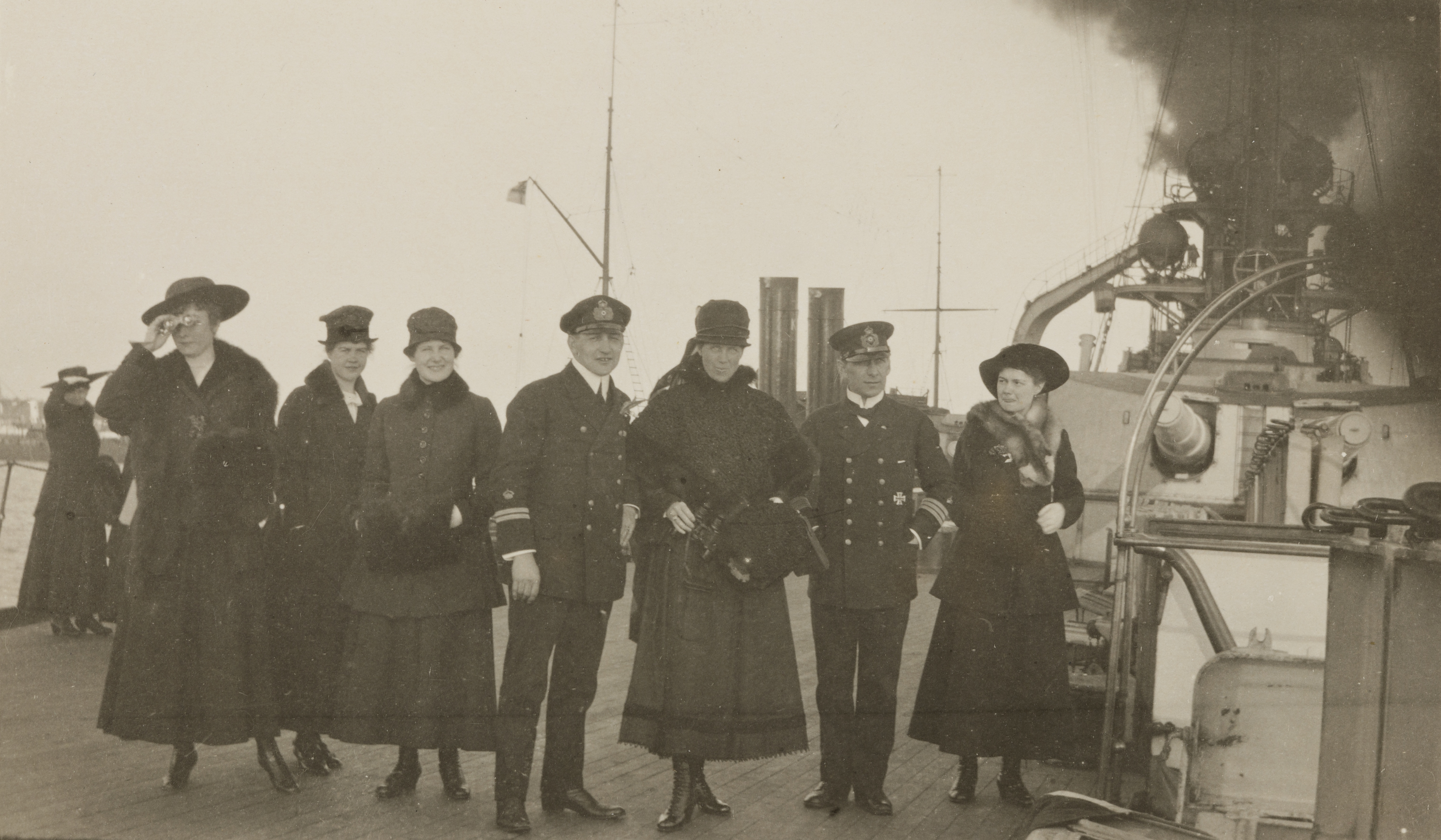
Helyi hölgyek látogatása a Westfalen fedélzetén a finn fővárosban (1918. április 21.)

1918. február 22-én a Westfalen és a Rheinland csatahajókat egy finnországi misszióval bízták meg. Finnországban ekkor polgárháború dúlt a fehérek és a vörösök között, és a németek az előbbieket támogatták. A haditengerészet feladata abban állt, hogy Åland szigetein támaszpontot rendezzen be, a Danzig térségében állomásozó Balti-tengeri Hadosztály (Ostsee-Division) Rüdiger von der Goltz vezérőrnagy vezette egységeit Finnországba szállítsa át, valamint hogy a finn partok előtti hadműveleteket közvetlenül támogassa.
A feladatra összeállított haditengerészeti különítmény, a Sonderverband Ostsee zászlóshajója a Westfalen lett. A Westfalen és a Rheinland mellett a Nautilus aknarakó cirkáló, négy romboló, a III. sperrbrecher-csoport (aknaelhárító-csoport), a 9. aknakereső-félflottilla, hét segédhajó és egyéb szállítóhajók tartoztak a különítményhez, melynek parancsnoki tisztét a IV. csatahajóraj második tengernagya, Hugo Meurer ellentengernagy látta el. Február  23-án a két csatahajó fedélzetére vette a 14. jäger-zászlóaljat és február 24-én a korai órákban útnak indultak Åland felé.
A kedvezőtlen jégviszonyok miatt a német hajók többszöri próbálkozás után március 5-én érték el Eckerőt, ahol a helyi lakosság barátságosan fogadta őket. A szigeteknél svéd hajók tartózkodtak, a Sverige, Thor és Oscar II partvédő páncélosok. Tárgyalások következtek, aminek eredményeképpen március 7-én a német csapatok partra szálltak Ålandon. A következő napokban 1200 orosz katonát ejtettek foglyul, akiket Libaun át hazaküldtek Szovjet-Oroszországba. A Westfalen ezt követően március 10-én visszatért Danzigba, mivel Meurernek egyeztetnie kellett a továbbiakról.
A következő célpontként Hankö erődjét jelölték meg, melynek megszerzéséhez a különítményét a Posen csatahajóval, továbbá a Kolberg könnyűcirkálóval, a Beowulf partvédő páncélossal, a Möwe segédcirkálóval, a 4. aknakereső-félflottillával és több szállítóhajóval erősítették meg. A különítmény második tengernagyává Johannes Hartog ellentengernagyot nevezték ki. Március végén behajózták a Balti-tengeri Hadosztályt és átszállították Finnországba. A Westfalen és a Posen április 3-án érkezett meg Russarö szigetéhez, ami Hanko külső védelmi gyűrűjéhez tartozott és a partra tett katonák megszállták az itteni jelzőállomást. Miután az orosz erődítmény katonasága a breszt-litovszki békeszerződés értelmében semlegesnek deklarálta magát, a hadosztályt Hankóban minden probléma nélkül partra tudták tenni és hamar el tudták foglalni a kikötőt. Az itt lévő brit tengeralattjárókat a saját személyzetük süllyesztette el, a támogatásukat szolgáló ellátóhajót pedig felgyújtották.
Április 9-én a Westfalen Reval elé hajózott, ahol a Helsingfors ellen szánt inváziós flottát szervezte meg. Két nappal később behajózott Helsingfors kikötőjébe és partra tette a katonákat, majd a nehéztüzérségével segítette az a támadó hadműveleteiket. Az itt lévő orosz hadihajók az erődökhöz hasonlóan semlegesek maradtak. Április 14-re a szárazföld és a tenger felől végrehajtott hadművelettel a Vörös Őrségre vereséget mértek. Meurer a Westfalennel április 30-ig, a fehér kormányzat megszilárdulásáig maradt Helsingforsban. A várost végül átadták a finneknek. Április 30-án Ludolf von Uslar ellentengernagy vette át Meurertől a különítmény irányítását.
A hadműveletek sikeres lezárása után a Westfalent elbocsátották a különítményből és visszatért az Északi-tengerre, ahol ismét csatlakozott az I. csatahajórajhoz. Augusztus 11-én a Posennel, a Kaiserrel és a Kaiserinnel kifutott Terschelling irányába, hogy az itteni német őrjáratokat támogassa. Út közben súlyosan megsérültek a kazánjai, ami miatt a sebessége 16 csomóra esett vissza. A támaszpontra való visszatérése után kivonták az aktív szolgálatból és tüzérségi gyakorlóhajóként használták.

### Háború utáni sorsa
Az 1918 novemberi német összeomlást követően a Nyílttengeri Flotta jelentős részére internálás várt a fegyverszünet rendelkezései szerint, amire végül Scapa Flow-ban került sor. A Westfalent és a három testvérhajóját nem jelölték ki az internálásra, így német kikötőkben maradhattak. Ludwig von Reuter ellentengernagy, a külvilágtól elszigetelt internált flotta parancsnoka a The Times egyik számából értesült arról, hogy a fegyverszünet 1919. június 21-én délben le fog járni, eddig az időpontig pedig Németországnak alá kell írnia a győztesek által diktált békeszerződést. Reuter arra számított, hogy a britek a fegyverszünet lejárta után hatalmukba fogják keríteni a német hajókat. Eddigre valójában a fegyverszünetet június 23-ig meghosszabbították, de az vitatott, hogy Reuter tengernagy tudhatott-e erről. Sydney Fremantle tengernagy azt állította, hogy értesítette erről a fejleményről Reutert június 20-án este, azonban Reuter ezzel szemben azt állította, hogy nem volt tudomása a hosszabbításról. Annak érdekében, hogy a hajók ne kerüljenek a britek kezére, Reuter a hajók első adódó alkalommal való elsüllyesztése mellett döntött. Június 21-én reggel a brit flotta elhagyta Scapa Flow-t gyakorlatozás céljából, amit kihasználva 11:20-kor Reuter kiadta a hajók elsüllyesztésére vonatkozó parancsát.
Az elsüllyedt hajók helyett az antant újabb hadihajókat követelt Németországtól, ezek egyik a Westfalen lett, melyet 1919. november 5-én töröltek a haditengerészeti hajóregiszterből és adtak át az antantnak „D” megjelöléssel 1920. augusztus 5-én. A csatahajót birkenheadi hajóbontóknak adták el, akik 1924-re teljesen szétbontották.

## AWestfalenparancsnokai
| Név                                                 | Rendfokozat     | Parancsnoklás ideje                         |
| --------------------------------------------------- | --------------- | ------------------------------------------- |
| Friedrich Gädecke                                   | sorhajókapitány | 1919. november 16. – 1910. szeptember 14.   |
| Paul Behncke                                        | sorhajókapitány | 1910. szeptember 15. – 1911. szeptember 30. |
| Wilhelm Starke                                      | sorhajókapitány | 1911. október 1. – 1912. április 15.        |
| Hugo Kraft                                          | sorhajókapitány | 1912. április 17. – 1913. október 3.        |
| Johannes Redlich                                    | sorhajókapitány | 1913. október 4. – 1916. szeptember 25.     |
| Hans Eberius                                        | sorhajókapitány | 1916. szeptember 25. – 1917. június 4.      |
| Ernst Ewers (képviseletben)                         | sorhajókapitány | 1917. június 10. – 1917. július 23.         |
| Hermann Bauer                                       | sorhajókapitány | 1917. július 24. – 1918. augusztus 5.       |
| Karl Windmüller (képviseletben)                     | fregattkapitány | 1917. december – 1918. január               |
| Max Loesch                                          | sorhajókapitány | 1918. augusztus – 1918. december            |
| Paul Cleve (első tisztként az ügyvitellel megbízva) | korvettkapitány | 1918. december                              |

## Fordítás
- Ez a szócikk részben vagy egészben  a   SMS Westfalen című angol Wikipédia-szócikk ezen változatának fordításán alapul.  Az eredeti cikk szerkesztőit annak laptörténete sorolja fel. Ez a jelzés csupán a megfogalmazás eredetét és a szerzői jogokat jelzi, nem szolgál a cikkben szereplő információk forrásmegjelöléseként.
- Ez a szócikk részben vagy egészben  a   SMS Westfalen (Schiff, 1909) című német Wikipédia-szócikk ezen változatának fordításán alapul.  Az eredeti cikk szerkesztőit annak laptörténete sorolja fel. Ez a jelzés csupán a megfogalmazás eredetét és a szerzői jogokat jelzi, nem szolgál a cikkben szereplő információk forrásmegjelöléseként.

## Forrás
- Bennett, Geoffrey. The Battle of Jutland. London: Pen & Sword Military Classics (2006). ISBN 978-1-84415-436-4
- Campbell, John. Jutland: An Analysis of the Fighting. London: Conway Maritime Press (1998). ISBN 978-1-55821-759-1
- Germany, Conway's All the World's Fighting Ships 1906–1921. London: Conway Maritime Press, 134–189. o. (1986). ISBN 978-0-85177-245-5
- Dodson, Aidan. The Kaiser's Battlefleet: German Capital Ships 1871–1918. Barnsley: Seaforth Publishing (2016). ISBN 978-1-84832-229-5
- Grießmer, Axel. Die Linienschiffe der Kaiserlichen Marine: 1906–1918; Konstruktionen zwischen Rüstungskonkurrenz und Flottengesetz (német nyelven). Bonn: Bernard & Graefe Verlag (1999). ISBN 978-3-7637-5985-9
- Gröner, Erich. German Warships: 1815–1945. Annapolis: Naval Institute Press (1990). ISBN 978-0-87021-790-6
- Halpern, Paul G.. A Naval History of World War I. Annapolis: Naval Institute Press (1995). ISBN 978-1-55750-352-7
- Herwig, Holger. "Luxury" Fleet: The Imperial German Navy 1888–1918. Amherst: Humanity Books (1998). ISBN 978-1-57392-286-9
- Hore, Peter. Battleships of World War I. London: Southwater Books (2006). ISBN 978-1-84476-377-1
- Hough, Richard. Dreadnought: A History of the Modern Battleship. Periscope Publishing (2003). ISBN 978-1-904381-11-2
- Massie, Robert K.. Castles of Steel: Britain, Germany, and the Winning of the Great War at Sea. New York City: Ballantine Books (2003). ISBN 978-0-345-40878-5
- Staff, Gary. German Battleships: 1914–1918. Oxford: Osprey Books (2010). ISBN 978-1-84603-467-1
- Tarrant, V. E.. Jutland: The German Perspective. London: Cassell Military Paperbacks (2001). ISBN 978-0-304-35848-9

## Kapcsolódó olvasmányok
- Spoils of War: The Fate of Enemy Fleets after the Two World Wars. Barnsley: Seaforth Publishing (2020). ISBN 978-1-5267-4198-1